# Citadels
Citadels è un gioco di carte con ambientazione fantasy medievale, creato da Bruno Faidutti e distribuito originariamente in Francia, nel 2000, con il nome Citadelles. In seguito venne distribuito in Germania con il nome Ohne Furcht und Adel e venne nominato tra i candidati allo Spiel des Jahres. L'anno successivo l'edizione olandese del gioco, distribuita con il nome Machiavelli vinse il Nederlandse Spellenprijs.
In Italia il gioco è stato distribuito dalla Nexus Editrice e da Giochi Uniti; oltre al gioco base, la confezione contiene anche l'espansione The Dark City.
Il gioco è ambientato in un mondo fantasy medievale che vede i giocatori impegnati nella costruzione della propria cittadella.
Turno dopo turno, i giocatori accumuleranno dell'oro da investire nella costruzione di nuovi quartieri, ma per farlo dovranno impersonare i più potenti personaggi della città, come il Condottiero, il Ladro o l'Architetto, cercando di sfruttare le loro doti e abilità a proprio vantaggio. Bruno Faiduti ha dichiarato che l'ispirazione della meccanica dell'assumere un ruolo diverso a ogni turno di gioco sia stata ispirata da Verräter (Marcel-André Casasola, 1998) e da Cosmic Encounter

## Il gioco base
Il gioco base si compone di 8 carte personaggio, 51 carte quartiere nei 5 colori (giallo, blu, verde, rosso e viola), 30 segnalini monete d'oro, 1 segnalino Corona del Re e vari segnalini punteggio.

### Regole di gioco
All'inizio della partita ciascun giocatore riceve due gettoni d'oro e quattro carte quartiere. Il giocatore più vecchio riceve inoltre la pedina rappresentante la Corona del Re.
Le carte quartiere vengono mescolate e disposte a formare il mazzo dei quartieri; analogamente anche le carte personaggio vengono mescolate e disposte a formare il mazzo dei personaggi. All'inizio di ciascun turno, sulla base del numero di giocatori, vengono estratte casualmente alcune carte dal mazzo dei personaggi: queste carte non vengono usate per il turno corrente.
A questo punto, il giocatore che detiene la Corona del Re, sceglie segretamente una carta personaggio, dopodiché passa il mazzo al giocatore alla propria sinistra che farà altrettanto.
Dopo che tutti i giocatori hanno scelto il proprio personaggio, il turno può cominciare.
Il giocatore con la pedina della Corona chiama in ordine, uno alla volta, i diversi personaggi (seguendo il numero che li contrassegna). Quando un personaggio viene chiamato, il giocatore che lo ha scelto rivela la propria carta e procede con il proprio turno.
Nel proprio turno un giocatore deve compiere una delle seguenti azioni:
- Pescare 2 carte quartiere, tenerne una e scartare l'altra;
- Pescare 2 gettoni d'oro.

Dopodiché il giocatore può:
- Costruire un quartiere nella propria cittadella, mettendo la carta davanti a sé e pagando il costo in oro indicato (non è possibile avere due quartieri identici nella propria città);

Inoltre, in qualunque momento durante il proprio turno, il giocatore può utilizzare l'abilità speciale del proprio personaggio (è possibile utilizzare l'abilità del personaggio una sola volta).
Se nessun giocatore ha scelto il personaggio chiamato, si passa al personaggio successivo.
Dopo che tutti i personaggi sono stati chiamati, il turno di gioco termina; tutte le carte personaggio vengono rimescolate e si passa a un nuovo turno.
Durante il turno di gioco, quando viene chiamato il Re, la Corona passa immediatamente al giocatore che ha scelto tale personaggio. Toccherà a costui continuare a chiamare gli altri personaggi (e a scegliere per primo la carta personaggio nel turno successivo) fino a che la pedina non sarà passata a un altro giocatore.
Il gioco termina alla fine del turno nel quale un giocatore ha costruito il proprio ottavo quartiere.
Terminato il gioco si passa alla valutazione del punteggio raggiunto. Ciascun giocatore riceve:
- 1 punto per ogni moneta d'oro rappresentante il valore di ciascun quartiere della propria città;
- 2 punti se possiede 8 quartieri;
- 2 punti addizionali se è stato il primo giocatore a costruire 8 quartieri;
- 3 punti se possiede almeno un quartiere per ciascun colore.

Il giocatore che ha ottenuto il punteggio più alto vince la partita.

### Personaggi
Nel gioco base sono presenti 8 personaggi diversi, ciascuno contraddistinto da un numero (ordine in cui verrà chiamato dal Re) e da un'abilità speciale.
1. Assassino: assassina un personaggio e gli fa saltare il turno.
2. Ladro: ruba l'oro a un personaggio. Il ladro non può derubare il personaggio bersaglio dell'assassino né l'assassino stesso.
3. Mago: scambia la mano con quella di un altro giocatore oppure rimette le carte nel mazzo per pescarne altrettante.
4. Re: riceve una moneta d'oro per ogni quartiere nobiliare, guadagna inoltre il segnalino corona quando viene chiamato.
5. Vescovo: riceve una moneta d'oro per ogni quartiere religioso. I suoi quartieri non possono essere distrutti dal condottiero
6. Mercante: riceve una moneta d'oro per ogni quartiere mercantile. Riceve inoltre un'ulteriore moneta d'oro quando viene chiamato.
7. Architetto: pesca due ulteriori carte e puoi costruire fino a tre quartieri.
8. Condottiero: riceve una moneta d'oro per ogni quartiere militare e può distruggere gli altri quartieri pagando il costo del quartiere -1

### Partita a 2, 3 o 7 giocatori
In una partita a 2 o 3 giocatori, ciascun giocatore riceve due carte personaggio e dunque gioca due volte in ciascun turno di gioco (uno per personaggio).
In una partita a 7 giocatori (oppure 8 se si gioca con The Dark City), una carta personaggio viene inizialmente posizionata sul tavolo a faccia in giù, in modo che nessun giocatore possa sceglierla. Quando l'ultimo giocatore riceve l'ultima carta personaggio rimasta, può prendere la carta capovolta in mezzo al tavolo e scegliere una delle due.

## Espansione: The Dark City
Questa espansione, distribuita a partire dal 2004, è contenuta nella medesima scatola del gioco base e consiste in 10 nuove carte personaggio e 14 nuove carte quartiere. L'espansione permette inoltre a un ottavo giocatore di prendere parte alla partita.

### Regole di gioco
Le regole di gioco restano le medesime del gioco base.
Per utilizzare le nuove carte personaggio, rimuovete dal mazzo alcuni personaggi del gioco base a vostra scelta e rimpiazzateli con i nuovi personaggi con ugual numero. Ad esempio potete sostituire il Mercante con l'Alchimista, entrambi contrassegnati dal numero 6.
Per utilizzare le nuove carte quartiere, potete semplicemente aggiungere al mazzo dei quartieri del set base 2 o 3 delle nuove carte. Se volete usare un numero maggiore delle nuove carte, rimuovete dal mazzo alcuni quartieri dell'edizione base.

### Personaggi
I 10 nuovi personaggi, così come quelli del gioco base, sono contraddistinti da un numero e da un'abilità speciale.
1. Strega: strega un personaggio: dopo aver compiuto un'azione, la Strega termina il proprio turno. Quando il personaggio stregato viene chiamato, dopo essersi rivelato e aver compiuto un'azione, il suo turno termina. La Strega riprende invece il proprio turno da dove si era interrotto, guadagnando inoltre le abilità speciali del personaggio stregato.
2. Esattore: al termine del rispettivo turno, ogni giocatore che ha costruito uno o più edifici deve pagare all'Esattore una moneta d'oro, se ne possiede.
3. Stregone: ruba una carta quartiere dalla mano di un avversario e può costruirla immediatamente; in tal caso può costruire di nuovo. Lo stregone può costruire due quartieri uguali.
4. Imperatore: dà la corona a un altro personaggio, quel giocatore deve dargli in cambio una carta quartiere o una moneta d'oro, se ne possiede. Riceve una moneta d'oro per ogni quartiere nobile.
5. Abate: riceve una moneta d'oro dal giocatore con più oro. Riceve una moneta d'oro per ogni quartiere religioso.
6. Alchimista: riceve indietro tutte le monete d'oro spese nel proprio turno, ma non può spendere più di quanto possiede.
7. Navigatore: riceve 4 monete d'oro o 4 carte quartiere. Non può costruire quartieri.
8. Diplomatico: scambia un quartiere nella propria città con uno in una città avversaria (tranne che quella del Vescovo). Se la nuova città è più costosa deve pagare la differenza all'avversario. Riceve una moneta d'oro per ogni quartiere militare.
9. Artista: può "abbellire" uno o due quartieri nella propria città posizionando una moneta d'oro su di essi. Il valore dei quartieri "abbelliti" aumenta di un punto.
10. Regina: riceve tre monete d'oro se siede accanto al re (o all'imperatore).

Con l'aggiunta dell'Artista o della Regina, entrambi contraddistinti dal numero 9, si possono fare partite da 8 giocatori.

## Premi e riconoscimenti
- 2000:Premio À la Carte: Gioco di carte dell'anno;
- 2000: Spiel des Jahres gioco nominato;
- 2000: Deutscher Spiele Preis: 6º classificato;
- 2000: Meeples' Choice Award, Gioco dell'anno[3]
- 2001 Nederlandse Spellenprijs, Gioco dell'anno[4]